# Salomé (film, 2013)
Salomé est un film américain réalisé par Al Pacino, et sorti en 2013.
Il s'agit de l'adaptation de la pièce d'Oscar Wilde sur Salomé.

## Synopsis
L'histoire biblique de Salomé, une jeune fille qui accepte d'exécuter la "danse des sept voiles" en échange de la tête de Jean-Baptiste sur un plateau d'argent.

## Fiche technique
- Titre : Salomé
- Réalisation : Al Pacino
- Scénario : Oscar Wilde
- Production : Benni Atoori, Tod Blatt, Robert Ekblom, Michael Feifer, Robert Fox, Andrea Grano, Nader Hassen, George Ann Mason, Barry Navidi, Amy Nederlander, Reza Rashidian, Daryl Roth, Joyce San Pedro et Sakiko Yamada
- Société de production : Stonelock Pictures, Barry Navidi Productions
- Photographie : Benoît Delhomme
- Montage : Pasquale Buba, David Leonard, Jeremy Weiss

- Musique : Aldo Shllaku
- Pays d'origine : États-Unis
- Genre : Drame, Historique
- Langue : anglais
- Durée : 1h 21min
- Dates de sortie :
  - États-Unis : 10 août 2013 (Los Angeles, Californie)
  - Royaume-Uni : 21 septembre 2014
  - Irlande : 21 septembre 2014

## Distribution
- Jessica Chastain : La princesse Salomé
- Al Pacino : Le roi Hérode
- Kevin Anderson : Jean le Baptiste
- Philip Rhys Claudhary : Le jeune Syrien
- Ralph Guzzo : Chef juif Nazaréen
- Roxanne Hart : La princesse Hérodiade
- Steve Roman : Cappadocien
- Joe Roseto : Narraboth, le jeune Syrien capitaine de la garde
- Jack Stehlin : Chef juif Nazaréen